# Calle 42–Terminal de Autobuses de la Autoridad Portuaria (línea de la Octava Avenida)
La Calle 42–Terminal de Autobuses de la Autoridad Portuaria es una estación en la línea de la Octava Avenida del Metro de Nueva York de la B del Brooklyn-Manhattan Transit Corporation. La estación se encuentra localizada en Midtown Manhattan entre la Calle 42 y la Octava Avenida. La estación es servida las 24 horas por los trenes del Servicio  y  y todo el día a excepción de la madrugada en el Servicio .

## Profundidad de la estación
Profundad de las estaciones en el complejo del Times Square +/- 10 pies (3 m).
- Línea de la Séptima Avenida-Broadway, 40 pies (12,2 m) bajo la calle
- Línea Flushing, 60 pies (18,3 m) bajo la calle
- Línea Broadway, 50 pies (15,2 m) bajo la calle
- IRT 42nd Street Shuttle, 20 pies (6,1 m) bajo la calle
- Línea de la Octava Avenida, 30 pies (9,1 m) bajo la calle